# Porýnsko-Vestfálská technická univerzita v Cáchách
Porýnsko-Vestfálská technická univerzita v Cáchách (německy: Rheinisch-Westfälische Technische Hochschule Aachen) je veřejná výzkumná univerzita v německých Cáchách (Aachen). Jde o největší technickou školu v Německu, v roce 2023 na ní studovalo přes 47 tisíc studentů. Založena byla 10. října 1870. Od roku 2007 patří k jedenácti (nejprve devíti) německým centrům excelence. Jako taková je placena fondem Deutsche Forschungsgemeinschaft a radou Wissenschaftsrat. Univerzita pravidelně eviduje nejvyšší objem prostředků získaných od třetích stran ze všech německých univerzit. Tradičně je škola zejména technickou, ale se založením filozofické a lékařské fakulty v letech 1965 a 1966 se stala více „univerzální“. Obsazenost studijních programů je dnes zhruba taková: inženýrství (57 %), přírodní vědy (23 %), ekonomie a humanitní vědy (13 %) a lékařství (7 %). Škola je rozdělena na devět fakult. Podle žebříčku QS World University Rankings 2024 je Porýnsko-Vestfálská technická univerzita 106. nejlepší vysokou školou na světě (38. v Evropě) a 55. nejlepší technickou školou na světě. Ke známým absolventům patří nositel Nobelovy ceny za chemii Peter Debye, letecký konstruktér Hugo Junkers, termodynamik Theodore von Kármán, fyzik Arnold Sommerfeld, sociolog Arnold Gehlen, turecký premiér Necmettin Erbakan nebo indonéský prezident Bacharuddin Jusuf Habibie.